# Ficus wakefieldii
Espèce
Synonymes
Ficus wakefieldii est une espèce d'arbre de la famille des Moraceae vivant en Afrique tropicale de l'Est, aux Kenya, Tanzanie, Ouganda, Zambie et Zaïre.

## Caractéristiques
L'arbre est remarquable par sa bonne capacité à fixer le dioxyde de carbone sous forme minérale, en produisant des cristaux d'oxalate de calcium, transformés par les bactéries du sol en carbonate de calcium. Ainsi l'arbre capte du carbone atmosphérique pour le sédimenter dans la lithosphère, ce qui présente un grand intérêt vis-à-vis du changement climatique en cours,.

### Réaction chimique
« À l’œil nu, on peut voir une sorte de croûte blanche sur la racine et le tronc, nous explique Dr Mike C. Rowley, géochimiste à l’université de Zurich (UZH) qui a présenté ces résultats lors de la conférence Goldschmidt. Mais pour être sûr qu’il s’agissait bien de ce minéral, on verse dessus quelques gouttes d’acide chlorhydrique qui dissout le carbonate de calcium (CaCO3). Cela libère alors le CO₂, et entraîne une réaction effervescente. Un peu comme une boisson gazeuse. »